# Pianoforte a gatti

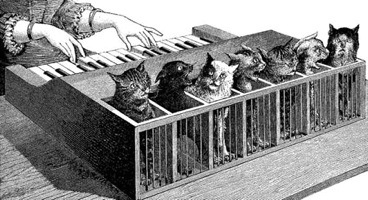
Un pianoforte a gatti raffigurato nella rivista francese La Nature nel 1883.

Un pianoforte a gatti (in tedesco Katzenklavier o Katzen-Orgel; in inglese cat piano, cat organ o cat clavichord) è un ipotetico strumento musicale composto da una serie di gatti sulle cui code i tasti agiscono in modo da procurare dolore e quindi indurre i gatti a miagolare. Gli animali sarebbero disposti in base all'altezza dei loro miagolii.
Attualmente non esiste alcun documento attendibile che testimonia la costruzione di un pianoforte a gatti, anche se lo stesso è spesso descritto nella letteratura come un'invenzione bizzarra.

## Storia
Lo strumento fu inventato, sotto forma di «organo a gatti» (all'epoca non esistevano i pianoforti), dal filosofo tedesco Athanasius Kircher (1602 - 1680) nel XVII secolo, anche se è molto probabile che lo stesso sia stato ispirato da altri oggetti crudeli esistenti ancor prima che lui nascesse.

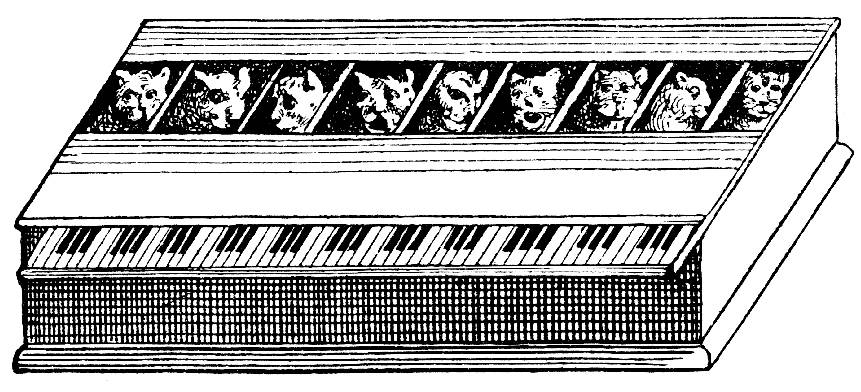
Lo strumento secondo Gaspar Schott, che lo raffigurò nel 1657.

Secondo uno scritto elaborato nel 1657 dal suo allievo Caspar Shott (o Gaspar Schott), Kircher avrebbe inventato lo strumento per curare un principe italiano caduto in depressione; il pianoforte a gatti, tuttavia, non riuscì a far guarire il monarca. Kircher impiegò i gatti poiché in Europa, nel periodo che va dal XV al XVIII secolo, perseverava ancora la caccia alle streghe e i felini venivano considerati creature demoniache.
Pare più probabile, comunque, che il pianoforte a gatti sia stata una semplice invenzione letteraria; Kircher lo citò infatti in un suo romanzo scritto nel XVII secolo, in cui ne elogiò la musicalità e ne descrisse i minimi particolari, anche se con un tono avente leggere connotazioni ironiche.

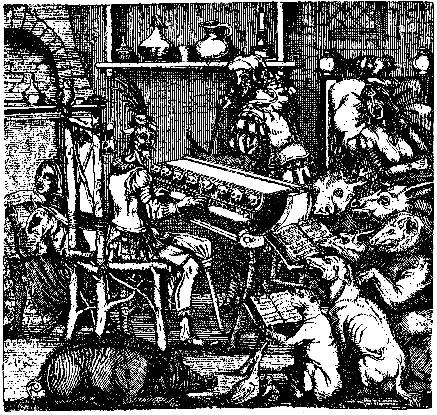
Un uomo suona il pianoforte a gatti osservato da animali che cantano.

Più tardi lo psichiatra tedesco Johann Christian Reil scrisse un resoconto dove spiegò il corretto modo per utilizzare un pianoforte a gatti per il trattamento dei pazienti la cui concentrazione era notevolmente peggiorata. Reil sosteneva che tutti coloro che avessero sentito lo strumento musicale, non avrebbero potuto ignorare il suono dei gatti torturati, riacquistando così la capacità di concentrarsi.
Scrisse Reil nella sua opera Rhapsodieen über die Anwendung der psychischen Curmethode auf Geisteszerrüttungen che «quando il malato è disposto in un modo che egli non possa celare la propria espressione facciale e quindi può osservare il concerto di questi animali, è possibile portare lo stesso nel suo stato fisso di consapevolezza».

## Descrizione
Il pianoforte a gatti somiglierebbe in tutto e per tutto a un normale organo. Tuttavia, al posto delle canne, lo strumento presenta una serie di felini rinchiusi in gabbie in modo che essi non abbiano la possibilità di scappare. Questo rende dubbia la precisione della classificazione di questo strumento come "cordofono".
I gatti, disposti in base all'intensità ed al timbro dei loro miagolii, avrebbero le code posizionate al di sotto della tastiera, in modo che se si preme un tasto il felino prova dolore, emettendo un miagolìo. Sono stati descritti numerosi metodi per fare in modo che il gatto provi dolore: tra questi si annoverano un meccanismo che tira la coda una volta premuto un tasto oppure un chiodo che, una volta prodotta la nota musicale, andrebbe a colpire la coda del felino.
Il pianoforte a gatti è stato descritto dallo scrittore francese Jean-Baptiste Weckerlin nel suo libro Musiciana, extraits d'ouvrages rare ou bizarre:

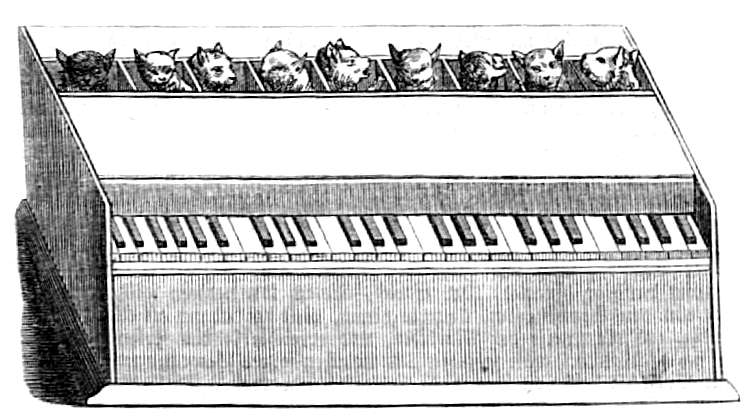
Il pianoforte a gatti secondo Adolf Kröner.

Nel 2009 è stato realizzato in Australia nel il cortometraggio animato The Cat Piano, con il noto musicista Nick Cave come narratore; la sua trama riprende l'ipotetico strumento.